# Sŏn

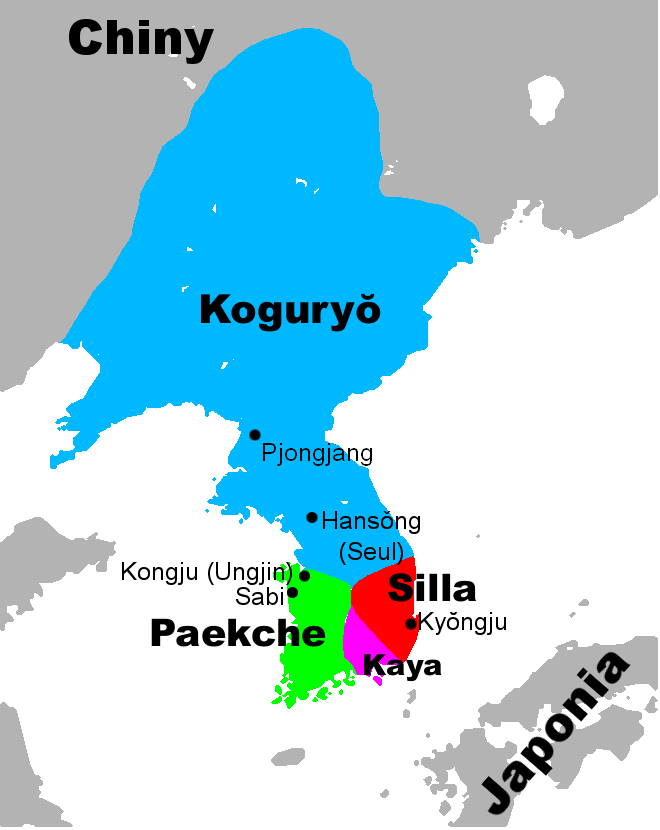
Trzy królestwa – Kaya zostanie wkrótce wchłonięte przez ekspansywną Sillę

Sŏn (선; szkoła sŏn 선종 sŏn chong) – koreańska medytacyjna szkoła buddyjska, będąca odpowiednikiem chińskiej szkoły chan, która mimo kilkusetletnich prześladowań przetrwała do czasów obecnych.